# タヒチシギ
タヒチシギ(学名:Prosobonia leucoptera)は、チドリ目シギ科に属する鳥類の1種である。絶滅種。南太平洋フランス領ソシエテ諸島のタヒチ島に生息していた。
全長15cmほど、体色は頭・背中・翼は褐色で、顎や腹は山吹色。山地の渓流で姿が見られたといい、1773年と1777年に標本が採集されたが、現在残っているのは1体だけである。1777年以降見た者がなく、絶滅したと考えられている。原因については、特に乱獲されたという資料もなく、ヨーロッパ人によって移入されたブタに卵を食べられたことによるものとされている。